# 箱根新道
 箱根新道（はこねしんどう）は、神奈川県足柄下郡箱根町の湯本から箱根峠までを結ぶ国道1号のバイパスである。全線が指定区間。また、全線が自動車専用道路のため125 cc以下の二輪車（原付一種および原付二種）は通行禁止。
かつては中日本高速道路株式会社（NEXCO中日本）が管理していた一般有料道路であったが、料金徴収期間満了により、2011年7月26日から恒久的に無料開放されている。

## 概要

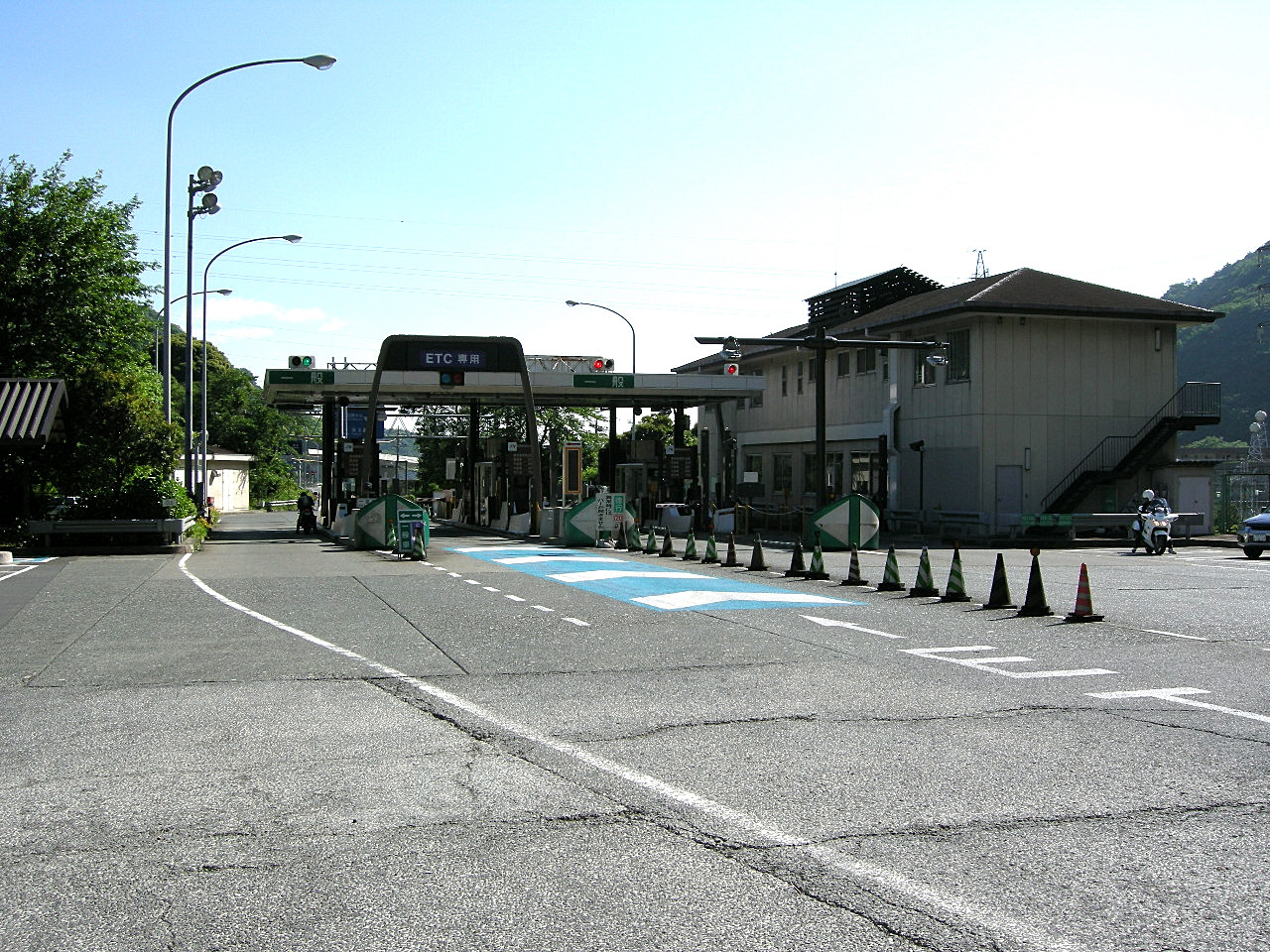
箱根新道の旧料金所（手前が三島方面）
無料開放後、料金所の施設は撤去されている

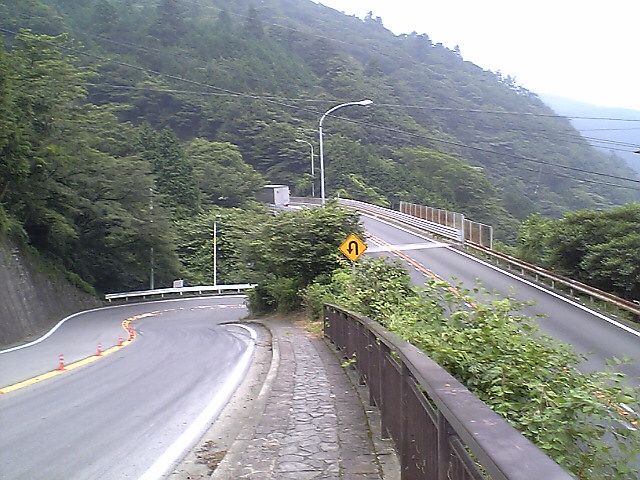
県道732号の七曲り（左）と箱根新道（右）

古くからの温泉観光地である箱根湯本や強羅などをバイパスし、当時観光ブームであった芦ノ湖周辺へのアクセス改善および静岡方面との幹線道路としての国道機能を改善する目的で、1962年3月31日に京葉道路に次ぐ全国で2番目の自動車専用道路として開通した。
本線は2車線の対面通行である。「箱根の山は天下の嶮」の言葉は箱根新道においても例外ではなく、約14キロメートル (km) の道路の両端で780メートル (m) もの高低差があるために最急勾配区間は8%にも達し、ほかの全区間も急勾配が続く。このため、下り線（登坂路）には途中4箇所に登坂車線が、上り線（降坂路）には、ブレーキ故障車用の退避所が多数設けられている。また、降雪時のタイヤチェーン規制時は全車チェーン装着規制となり、スタッドレスタイヤ装着車もチェーンを着装しないと流入できない。この際大型車両は並行する箱根地区の一般道路と同様に全輪にチェーンの装着が必要となり、さらに大型車のみ通行禁止の規制が実施されることもある。
- 起点 : 神奈川県足柄下郡箱根町湯本字山崎
- 終点 : 神奈川県足柄下郡箱根町箱根字境木
- 指定区間 : 全線
- 車線数 : 2車線
- 最急勾配 : 8%
- 制限速度 : 50 km/h（須雲川IC - 芦ノ湖大観IC間の「七曲り」区間は40 km/h）
- 償還完了 : 2011年（平成23年）7月25日[2][3]

## 歴史

### 年表
- 1958年（昭和33年）8月26日 : 事業許可（日本道路公団）[1]。
- 1959年（昭和34年）12月28日 : 「一級国道一号線改築工事（箱根バイパス建設工事）」として、事業認定[4]。
- 1962年（昭和37年）3月31日 : 国道1号の自動車専用道路に指定[5]。国道1号として供用開始[6]。料金徴収期間は、1982年3月31日までとする[7]。
- 1992年（平成4年）3月24日 : 料金徴収期間が、2004年3月30日までに変更[8]。
- 1995年（平成7年）12月22日 : 須雲川IC供用開始。料金徴収期間が、2012年1月30日までに変更[9]。
- 2005年（平成17年）3月 : 小田原箱根道路との連絡路供用開始。
- 2005年（平成17年）10月1日 : 道路関係四公団の民営化により日本道路公団から中日本高速道路株式会社に移管[10]。
- 2007年（平成19年）9月 : 一部区間で台風による災害が発生し通行止。
- 2009年（平成21年）2月19日 : 料金徴収期間が2011年7月25日までに変更[11]。
- 2010年（平成22年）6月28日 : 無料化社会実験開始[12]。
- 2011年（平成23年）6月15日 : 箱根PA営業終了[13]。
- 2011年（平成23年）6月19日 : 無料化社会実験終了[14]。
- 2011年（平成23年）7月26日 : 無料開放[2][3]。

### 社会実験と無料化
2010年6月28日からの無料化社会実験では本道路が無料化対象となり、2011年6月19日で一時凍結されるまで無料となった。
1995年（平成7年）に須雲川ICが供用開始した際の改訂によって、料金徴収期間は2012年1月30日までと定められた。
しかし、2006年以降の料金収入増加に伴って検討された結果、翌月の7月25日を償還期限として再改訂され、社会実験の終了から約1か月後の7月26日に無料開放された。無料開放に伴い、管理がNEXCO中日本から国土交通省関東地方整備局横浜国道事務所に移管されている。

#### 有料当時の通行料金
全線均一料金制
- 軽自動車等 : 200円
- 普通車 : 250円
- 中型車 : 300円
- 大型車 : 400円
- 特大車 : 700円

料金徴収区間は、山崎ICから箱根峠ICまでであったため、箱根峠IC - 芦ノ湖大観ICのみの区間利用の場合に限り、通行料金は徴収していなかった。
2009年3月28日から2010年3月31日まで、深夜割引などのETC時間帯割引が社会実験として導入されていた。

## 路線状況

### インターチェンジなど
- 全区間神奈川県足柄下郡箱根町内に所在。

| 国道1号小田原箱根道路 E84 西湘バイパス 小田原・西湘二宮・藤沢方面、E85 小田原厚木道路 平塚・横浜町田・東京方面 |              |                                                                                              |      |                                           |
| | 山崎IC       | 国道1号・東海道（箱根国道）                                                                  | 0.0  |                                           |
| - | 箱根TB/PA    | -                                                                                            |      | 本線料金所（廃止）                        |
| | 須雲川IC     | 神奈川県道732号湯本元箱根線                                                                  | 3.7  | 山崎方面との出入口のみ                    |
| - | 畑宿BS       | -                                                                                            | 6.4  | 停留所名は「新畑宿橋」（停留所番号：171） |
| | 芦ノ湖大観IC | 神奈川県道75号湯河原箱根仙石原線 湯河原パークウェイ 湯河原方面 伊豆スカイライン 天城高原方面 | 12.2 |                                           |
| | 箱根峠IC     | 国道1号・東海道（箱根国道） 芦ノ湖スカイライン                                               | 13.8 |                                           |
| 国道1号・東海道 （笹原山中バイパス）三島・沼津・静岡方面                                                       |              |                                                                                              |      |                                           |

### 車線・最高速度
| 区間            | 車線 上下線=上り線+下り線 | 最高速度               |
| --------------- | ------------------------- | ---------------------- |
| 山崎IC-箱根峠IC | 2=1+1                     | 50 km/h（一部40 km/h） |

### 道路施設
- ブレーキ故障車退避所

山崎方面に向かう上り線（下り坂）の5箇所に設置されている。スキージャンプ台のような坂台で、地面が激しい凹凸のついた砂地になっている。箱根新道は全区間片勾配なので、フットブレーキの過熱による故障が発生しやすい（フェード現象またはベーパーロック現象）が、退避所に突入することで車を強制的に止めることができる。同様の退避所は周辺では箱根ターンパイクや静岡県道11号、小涌谷駅前にも設置されている。
- 非常電話
- チェーン脱着所
- 箱根パーキングエリア

箱根料金所に併設し、上り線・下り線ともに施設があった。
1965年（昭和40年）に営業開始、2011年（平成23年）6月15日に営業を終了、取り壊されている。

## 地理

### 通過する自治体
- 神奈川県
  - 足柄下郡箱根町